# Odontophora longisetosa
Odontophora longisetosa är en rundmaskart. Odontophora longisetosa ingår i släktet Odontophora, och familjen Axonolaimidae. Arten är reproducerande i Sverige.